# Otto Rau von und zu Holzhausen
Otto Rudolf Carl Conrad Rau von und zu Holzhausen (* 10. Oktober 1813 in Dorheim; † 28. September 1866 auf Schloss Rauischholzhausen) war ein deutscher Gutsbesitzer, Forstwirt und Mitglied der kurhessischen Ständeversammlung.

## Leben
Otto von Rau zu Holzhausen entstammte dem althessischen Rittergeschlecht Rau von Holzhausen, das über 500 Jahre im Besitz des Schlosses Rauischholzhausen war und mit dessen Verkauf im Jahre 1873 die Geschichte der Familie endete.
Er war ein Sohn des Posthalters und Gutsbesitzers Rudolf Rau von und zu Holzhausen (1782–1829) und dessen Ehefrau Luise Bansa (1794–1845) und wuchs mit seinem jüngeren Bruder Ferdinand auf. Er absolvierte ein Studium der Forstwissenschaften an der Justus-Liebig-Universität Gießen, wo er Mitglied des Corps Hassia wurde.
Er war Gutsbesitzer in Dorheim und Herr auf Holzhausen.
Vom 27. Oktober 1846 bis 1848 hatte er als Nachfolger des Abgeordneten Ferdinand von Hutten ein Mandat für die kurhessische Ständeversammlung als Vertreter der hanauischen Ritterschaft.
Das Parlament war nach den Unruhen im Jahre 1830 zum Zweck der Beratung und Verabschiedung
einer Verfassung gebildet und hatte bis 1866 Bestand, als das Land Hessen durch Preußen annektiert wurde.

## Familie

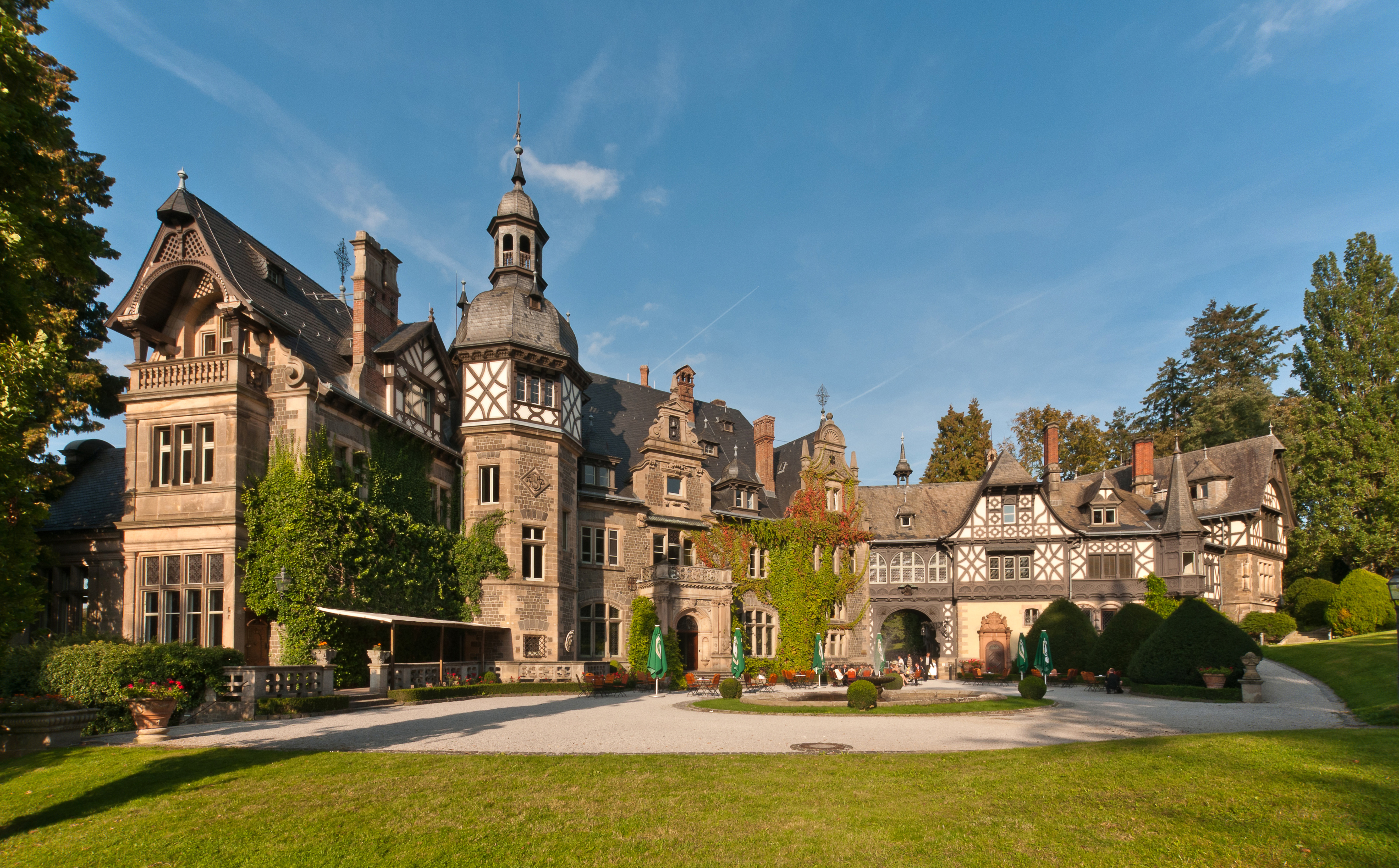
Schloss Rauischholzhausen

Am 23. August 1842 heiratete er in Hassenhausen Henriette Caroline Lenz (1816–1852), mit
der er die Söhne Rudolf (1842–1894, in die USA ausgewandert), Albert Wilhelm (1847–1872) und Ludwig (1849–1862) hatte.
Nach Henriettes Tod heiratete er am 8. September 1853 deren Schwester Bertha (1824–1894). Aus der Ehe sind die Töchter
Sophie (1854–1855), Luise Isabella (1856, ∞ Carl Ochsenius) und Elisabeth (* 1861) hervorgegangen.